# Ла-Грейндж (Теннессі)
Ла-Грейндж (англ. La Grange) — місто (англ. town) в США, в окрузі Файєтт штату Теннессі. Населення — 123 особи (2020).

## Географія
Ла-Грейндж розташована за координатами 35°2′51″ пн. ш. 89°14′23″ зх. д. / 35.04750° пн. ш. 89.23972° зх. д. (35.047523, -89.239585).  За даними Бюро перепису населення США в 2010 році місто мало площу 4,68 км², уся площа — суходіл. В 2017 році площа становила 4,96 км², уся площа — суходіл.

## Демографія
Згідно з переписом 2010 року, у місті мешкали 133 особи в 55 домогосподарствах у складі 42 родин. Густота населення становила 28 осіб/км².  Було 64 помешкання (14/км²).
Расовий склад населення:
| - 90,2 % — білих - 9,8 % — чорних або афроамериканців |

До двох чи більше рас належало 0,0 %. Частка іспаномовних становила 0,0 % від усіх жителів.
За віковим діапазоном населення розподілялося таким чином: 12,8 % — особи молодші 18 років, 63,1 % — особи у віці 18—64 років, 24,1 % — особи у віці 65 років та старші. Медіана віку мешканця становила 53,6 року. На 100 осіб жіночої статі у місті припадало 79,7 чоловіків;  на 100 жінок у віці від 18 років та старших — 84,1 чоловіків також старших 18 років.
Середній дохід на одне домашнє господарство  становив 73 700 доларів США (медіана — 57 250), а середній дохід на одну сім'ю — 97 927 доларів (медіана — 71 250). За межею бідності перебувало 9,1 % осіб, у тому числі 0,0 % дітей у віці до 18 років та 33,3 % осіб у віці 65 років та старших.
Цивільне працевлаштоване населення становило 62 особи. Основні галузі зайнятості: оптова торгівля — 22,6 %, транспорт — 14,5 %, роздрібна торгівля — 14,5 %.